# Lovro Gavran
Lovro Gavran, OFM (Veliki Prnjavor, Foča kod Doboja, 18. veljače 1954.) je bivši provincijski ministar ili provincijal Franjevačke provincije Bosne Srebrene (2009. – 2016.). 

## Život
Klasičnu gimnaziju završio je u Visokom, a teološki fakultet u Sarajevu. Za svećenika je zaređen 29. lipnja 1981. u Đakovici na Kosovu. Na tom mjestu i u Albaniji djeluje sve do izbora za provincijala, gdje je nakon pada režima Envera Hodže imao zadaću iznova organizirati albansku franjevačku provinciju, koja je za vrijeme komunizma bila zabranjena i gotovo uništena. Vršio je službe župnog vikara, župnika, gvardijana, definitora i zamjenika generalnog delegata Franjevačkog reda za Albansku franjevačku provinciju, te jedno vrijeme predavao dogmatiku na Nacionalnom katehetskom institutu u Skadru.  Na Provincijskom kapitulu 2009. godine izabran je za provincijskog ministra Franjevačke provincije Bosne Srebrene. 

### Provincijski ministar Franjevačke provincijeBosne Srebrene(2009. – 2016.)
Na kraju mandata provincijskog ministra u intervjuu za Svjetlo riječi istaknuo je da je, za razliku od svojih prethodnika, bio odsutan s javne društvene scene, te je "od samog početka svoj mandat više posvetio unutarnjem razvoju zajednice, nego njezinu prezentiranju vani". U medijima je odjeknula njegova odluka o smjeni glavnog urednika Svjetla Riječi dr. sc. Drage Bojića (OFM).
Prvi je provincijal Franjevačke provincije BS u povijesti koji je u zgradi Provincijalata ugostio jednog Rimskog biskupa. Bilo je to 6. lipnja 2015. godine, prigodom posjeta pape Franje Bosni i Hercegovini.
Nakon završenog sedmogodišnjeg mandata fra Lovro se nije ponovno kandidirao za provincijskog ministra, tako da su 6. travnja 2016. na prvoj sjednici trećega dana zasjedanja provincijskog Kapitula Bosne Srebrene franjevci za novog provincijalnog ministra izabrali Jozu Marinčića, dotadašnjeg fra Lovrinog bližeg suradnika i ekonoma provincije.